# 사야마촌 (시가현)
사야마촌(佐山村)은 시가현 고카군에 설치되었던 촌이다.